# Karlsruher Sport-Club Mühlburg-Phönix 1981-1982
Questa voce raccoglie le informazioni riguardanti il Karlsruher Sport-Club Mühlburg-Phönix nelle competizioni ufficiali della stagione 1981-1982.

## Stagione
Nella stagione 1981-1982 il Karlsruhe, allenato da Manfred Krafft e Max Merkel, concluse il campionato di Bundesliga al 14º posto. In Coppa di Germania il Karlsruhe fu eliminato agli ottavi di finale dall'Amburgo.

## Rosa
| N. |                     | Ruolo | Calciatore         |
| -- | ------------------- | ----- | ------------------ |
|    | Germania (bandiera) | P     | Bernd Fuhr         |
|    | Germania (bandiera) | P     | Rudi Wimmer        |
|    | Germania (bandiera) | D     | Edmund Becker      |
|    | Germania (bandiera) | D     | Hans-Jürgen Boysen |
|    | Germania (bandiera) | D     | Rolf Dohmen        |
|    | Germania (bandiera) | D     | Reinhold Fanz      |
|    | Germania (bandiera) | D     | Stephan Groß       |
|    | Germania (bandiera) | D     | Werner Pfitzner    |
|    | Germania (bandiera) | D     | Karl-Heinz Struth  |
|    | Germania (bandiera) | D     | Klaus Theiss       |
|    | Germania (bandiera) | D     | Rainer Ulrich      |

| N. |                     | Ruolo | Calciatore       |
| -- | ------------------- | ----- | ---------------- |
|    | Germania (bandiera) | C     | Gerhard Bold     |
|    | Germania (bandiera) | C     | Uwe Dittus       |
|    | Germania (bandiera) | C     | Michael Harforth |
|    | Germania (bandiera) | C     | Wolfgang Schüler |
|    | Germania (bandiera) | C     | Wilfried Trenkel |
|    | Germania (bandiera) | C     | Martin Wiesner   |
|    | Germania (bandiera) | A     | Emanuel Günther  |
|    | Germania (bandiera) | A     | Harry Hartung    |
|    | Germania (bandiera) | A     | Joachim Heinke   |
|    | Germania (bandiera) | A     | Raimund Krauth   |

## Organigramma societario
Area tecnica
- Allenatore: Max Merkel
- Allenatore in seconda:
- Preparatore dei portieri:
- Preparatori atletici:

## Calciomercato

### Sessione estiva
| Acquisti | Acquisti       | Acquisti          | Acquisti |
| R.       | Nome           | da                | Modalità |
| -------- | -------------- | ----------------- | -------- |
| P        | Bernd Fuhr     | Kickers Offenbach |          |
| A        | Joachim Heinke | Sandhausen        |          |

| Cessioni | Cessioni | Cessioni | Cessioni |
| R.       | Nome     | a        | Modalità |
| -------- | -------- | -------- | -------- |

### Sessione invernale
| Acquisti | Acquisti | Acquisti | Acquisti |
| R.       | Nome     | da       | Modalità |
| -------- | -------- | -------- | -------- |

| Cessioni | Cessioni | Cessioni | Cessioni |
| R.       | Nome     | a        | Modalità |
| -------- | -------- | -------- | -------- |

## Risultati

### Bundesliga

#### Girone di andata
| Arbitro: | Kasperowski |

|            |           |             |
| Szesni 17’ | Marcatori | 43’ Schüler |

| Arbitro: | Uhlig |

|  |           |                    |
|  | Marcatori | 78’ Kelsch 82’ Six |

| Arbitro: | Umbach |

|                       |           |               |
| Bruns 39’ Schäfer 90’ | Marcatori | 55’, 89’ Bold |

| Arbitro: | Ermer |

|                   |           |              |
| Groß 19’ Bold 23’ | Marcatori | 39’ Schröder |

| Arbitro: | Assenmacher |

|                                                  |           |             |
| Rummenigge 40’ Breitner 70’, 76’ Augenthaler 89’ | Marcatori | 48’ Schüler |

| Arbitro: | Retzmann |

|            |           |                              |
| Heinke 50’ | Marcatori | 16’ Szech 85’ (rig.) Glowacz |

| Arbitro: | Brehm |

|                                 |           |                                              |
| Mattern 9’ (rig.) Cestonaro 62’ | Marcatori | 47’, 79’ Günther 59’, 60’, 68’ Bold 81’ Groß |

| Arbitro: | Huster |

|                              |           |  |
| Günther 19’, 24’ Wiesner 39’ | Marcatori |  |

| Arbitro: | Luca |

|                         |           |  |
| Zewe 66’ Eðvaldsson 68’ | Marcatori |  |

| Arbitro: | Hontheim |

|                     |           |                       |
| Groß 33’ Boysen 53’ | Marcatori | 70’ Schreier 80’ Abel |

| Arbitro: | Sandoz |

|                      |           |          |
| Bold 65’ Wiesner 68’ | Marcatori | 23’ Worm |

| Arbitro: | Heitmann |

|                          |           |            |
| Eigendorf 14’ Funkel 44’ | Marcatori | 89’ Dohmen |

| Arbitro: | Gabor |

|  |           |                   |
|  | Marcatori | 52’, 72’ Rüssmann |

| Arbitro: | Ahlenfelder |

|                                 |           |          |
| Eggert 34’ Stocker 57’ Heck 85’ | Marcatori | 38’ Groß |

| Arbitro: | Horstmann |

|                    |           |                                                           |
| Günther 48’ (rig.) | Marcatori | 21’ (rig.) Bonhof 36’ Fischer 64’ Woodcock 83’ Littbarski |

| Arbitro: | Roth |

|                                    |           |            |
| Pezzey 37’, 78’ Körbel 66’ Cha 68’ | Marcatori | 41’ Krauth |

| Arbitro: | Risse |

|                      |           |                            |
| Groß 12’ Schüler 71’ | Marcatori | 31’ Hartwig 69’ von Heesen |

#### Girone di ritorno
| Arbitro: | Luca |

|                    |           |  |
| Groß 5’ Günther 9’ | Marcatori |  |

| Arbitro: | Brückner |

|                                        |           |                    |
| Six 6’ Müller 28’, 38’, 53’ Müller 89’ | Marcatori | 9’ (rig.) Harforth |

| Arbitro: | Linn |

|          |           |                 |
| Groß 58’ | Marcatori | 67’ (rig.) Mill |

| Arbitro: | Retzmann |

|                                   |           |  |
| Lienen 28’ Schröder 77’ Geils 85’ | Marcatori |  |

| Arbitro: | Eschweiler |

|                                      |           |              |
| Günther 44’, 70’ Dittus 67’ Groß 82’ | Marcatori | 66’ Breitner |

| Arbitro: | Engel |

|                               |           |          |
| Sackewitz 29’ (rig.) Vöge 66’ | Marcatori | 27’ Bold |

| Arbitro: | Klauser |

|                                  |           |          |
| Wiesner 64’ Groß 73’ Schüler 86’ | Marcatori | 81’ Hahn |

| Arbitro: | Wahmann |

|                        |           |          |
| Möhlmann 10’ Meier 27’ | Marcatori | 64’ Bold |

| Arbitro: | Niebergall |

|          |           |  |
| Bold 20’ | Marcatori |  |

| Arbitro: | Huster |

|                                    |           |            |
| Abel 30’ Knüwe 42’ Bast 90’ (rig.) | Marcatori | 43’ Becker |

| Braunschweig 17 aprile 1982, ore 15:30 CEST 28ª giornata | Eintracht Braunschweig | 0 – 0 referto | Karlsruhe | Stadion an der Hamburger Straße (17 000 spett.)\| Arbitro: \| Luca \| |
| Arbitro:                                                 | Luca                   |               |           |                                                                       |

| Arbitro: | Ahlenfelder |

|          |           |                   |
| Bold 85’ | Marcatori | 70’ (aut.) Dohmen |

| Arbitro: | Horeis |

|                                             |           |  |
| Koch 36’, 41’ Abramczik 58’ Burgsmüller 65’ | Marcatori |  |

| Arbitro: | Redelfs |

|                                  |           |                             |
| Groß 66’ Hartung 87’ Schüler 90’ | Marcatori | 6’ Heck 76’ (rig.) Weyerich |

| Arbitro: | Gabor |

|                 |           |  |
| Allofs 63’, 88’ | Marcatori |  |

| Arbitro: | Walz |

|                            |           |                             |
| Bold 50’ (rig.) Boysen 86’ | Marcatori | 27’ Sziedat 82’ (aut.) Groß |

| Arbitro: | Ahlenfelder |

|                                    |           |                               |
| Hrubesch 20’ Kaltz 26’ Hartwig 27’ | Marcatori | 36’ Günther 64’ Groß 81’ Bold |

### Coppa di Germania
| Arbitro: | Theobald |

|                                 |           |  |
| Groß 6’ Hartung 54’ Schüler 67’ | Marcatori |  |

| Arbitro: | Hodapp |

|                                |           |  |
| Dittus 2’ Groß 40’ Schüler 86’ | Marcatori |  |

| Arbitro: | Föckler |

|               |           |                   |
| Wohlfarth 60’ | Marcatori | 6’ Bold 113’ Groß |

| Arbitro: | Pauly |

|                                                                         |           |             |
| Hrubesch 13’, 68’ Hartwig 43’ Milewski 72’ Kaltz 80’ (rig.), 85’ (rig.) | Marcatori | 49’ Günther |

## Statistiche

### Statistiche di squadra
| Competizione      | Punti | In casa | In casa | In casa | In casa | In casa | In casa | In trasferta | In trasferta | In trasferta | In trasferta | In trasferta | In trasferta | Totale | Totale | Totale | Totale | Totale | Totale | DR  |
| Competizione      | Punti | G       | V       | N       | P       | Gf      | Gs      | G            | V            | N            | P            | Gf           | Gs           | G      | V      | N      | P      | Gf     | Gs     | DR  |
| ----------------- | ----- | ------- | ------- | ------- | ------- | ------- | ------- | ------------ | ------------ | ------------ | ------------ | ------------ | ------------ | ------ | ------ | ------ | ------ | ------ | ------ | --- |
| Bundesliga        | 27    | 17      | 8       | 5       | 4       | 30      | 24      | 17           | 1            | 4            | 12           | 20           | 44           | 34     | 9      | 9      | 16     | 50     | 68     | -18 |
| Coppa di Germania | -     | 2       | 2       | 0       | 0       | 6       | 0       | 2            | 1            | 0            | 1            | 3            | 7            | 4      | 3      | 0      | 1      | 9      | 7      | +2  |
| Totale            | 27    | 19      | 10      | 5       | 4       | 36      | 24      | 19           | 2            | 4            | 13           | 23           | 51           | 38     | 12     | 9      | 17     | 59     | 75     | -16 |

### Andamento in campionato
| Giornata  | 1 | 2  | 3  | 4  | 5  | 6  | 7  | 8 | 9  | 10 | 11 | 12 | 13 | 14 | 15 | 16 | 17 | 18 | 19 | 20 | 21 | 22 | 23 | 24 | 25 | 26 | 27 | 28 | 29 | 30 | 31 | 32 | 33 | 34 |
| --------- | - | -- | -- | -- | -- | -- | -- | - | -- | -- | -- | -- | -- | -- | -- | -- | -- | -- | -- | -- | -- | -- | -- | -- | -- | -- | -- | -- | -- | -- | -- | -- | -- | -- |
| Luogo     | T | C  | T  | C  | T  | C  | T  | C | T  | C  | C  | T  | C  | T  | C  | T  | C  | C  | T  | C  | T  | C  | T  | C  | T  | C  | T  | T  | C  | T  | C  | T  | C  | T  |
| Risultato | N | P  | N  | V  | P  | P  | V  | V | P  | N  | V  | P  | P  | P  | P  | P  | N  | V  | P  | N  | P  | V  | P  | V  | P  | V  | P  | N  | N  | P  | V  | P  | N  | N  |
| Posizione | 9 | 14 | 12 | 10 | 14 | 15 | 12 | 9 | 10 | 12 | 9  | 11 | 12 | 12 | 14 | 15 | 16 | 13 | 13 | 13 | 14 | 13 | 15 | 13 | 14 | 14 | 14 | 14 | 13 | 14 | 13 | 14 | 13 | 14 |

Legenda:

Luogo: C = Casa; T = Trasferta. Risultato: V = Vittoria; N = Pareggio; P = Sconfitta.

### Statistiche dei giocatori
| Giocatore   | Bundesliga | Bundesliga | Bundesliga  | Bundesliga | Coppa di Germania | Coppa di Germania | Coppa di Germania | Coppa di Germania | Totale   | Totale | Totale      | Totale     |
| Giocatore   | Presenze   | Reti       | Ammonizioni | Espulsioni | Presenze          | Reti              | Ammonizioni       | Espulsioni        | Presenze | Reti   | Ammonizioni | Espulsioni |
| ----------- | ---------- | ---------- | ----------- | ---------- | ----------------- | ----------------- | ----------------- | ----------------- | -------- | ------ | ----------- | ---------- |
| E. Becker   | 33         | 1          | 5           | 0          | 4                 | 0                 | 0                 | 0                 | 37       | 1      | 5           | 0          |
| G. Bold     | 34         | 13         | 3           | 0          | 4                 | 1                 | 0                 | 0                 | 38       | 14     | 3           | 0          |
| H. Boysen   | 21         | 2          | 3           | 0          | 3                 | 0                 | 0                 | 0                 | 24       | 2      | 3           | 0          |
| U. Dittus   | 24         | 1          | 2           | 0          | 3                 | 1                 | 0                 | 0                 | 27       | 2      | 2           | 0          |
| R. Dohmen   | 27         | 1          | 3           | 1          | 4                 | 0                 | 0                 | 0                 | 31       | 1      | 3           | 1          |
| R. Fanz     | 4          | 0          | 1           | 0          | 0                 | 0                 | 0                 | 0                 | 4        | 0      | 1           | 0          |
| B. Fuhr     | 6          | 0          | 0           | 0          | 2                 | 0                 | 0                 | 0                 | 8        | 0      | 0           | 0          |
| S. Groß     | 34         | 11         | 1           | 0          | 4                 | 3                 | 1                 | 0                 | 38       | 14     | 2           | 0          |
| E. Günther  | 30         | 9          | 3           | 0          | 3                 | 1                 | 1                 | 0                 | 33       | 10     | 4           | 0          |
| M. Harforth | 16         | 1          | 2           | 0          | 4                 | 0                 | 0                 | 0                 | 20       | 1      | 2           | 0          |
| H. Hartung  | 10         | 1          | 0           | 0          | 1                 | 1                 | 0                 | 0                 | 11       | 2      | 0           | 0          |
| J. Heinke   | 3          | 1          | 0           | 0          | 0                 | 0                 | 0                 | 0                 | 3        | 1      | 0           | 0          |
| R. Krauth   | 10         | 1          | 0           | 0          | 2                 | 0                 | 0                 | 0                 | 12       | 1      | 0           | 0          |
| W. Pfitzner | 2          | 0          | 0           | 0          | 0                 | 0                 | 0                 | 0                 | 2        | 0      | 0           | 0          |
| W. Schüler  | 31         | 5          | 2           | 0          | 4                 | 2                 | 1                 | 0                 | 35       | 7      | 3           | 0          |
| K. Struth   | 2          | 0          | 0           | 0          | 0                 | 0                 | 0                 | 0                 | 2        | 0      | 0           | 0          |
| K. Theiss   | 31         | 0          | 0           | 0          | 4                 | 0                 | 0                 | 0                 | 35       | 0      | 0           | 0          |
| W. Trenkel  | 15         | 0          | 2           | 0          | 2                 | 0                 | 0                 | 0                 | 17       | 0      | 2           | 0          |
| R. Ulrich   | 23         | 0          | 3           | 0          | 1                 | 0                 | 0                 | 0                 | 24       | 0      | 3           | 0          |
| M. Wiesner  | 34         | 3          | 2           | 0          | 4                 | 0                 | 0                 | 0                 | 38       | 3      | 2           | 0          |
| R. Wimmer   | 28         | 0          | 1           | 0          | 2                 | 0                 | 0                 | 0                 | 30       | 0      | 1           | 0          |